# Торелла-дель-Саннио
Торелла-дель-Саннио (итал. Torella del Sannio) —  коммуна в Италии, располагается в регионе Молизе, в провинции Кампобассо.
Население составляет 813 человек (2008 г.), плотность населения составляет 56 чел./км². Занимает площадь 16 км². Почтовый индекс — 86028. Телефонный код — 0874.
Покровителем коммуны почитается святой мученик Климент, празднование 15 октября.

## Демография
Динамика населения:

## Администрация коммуны
- Официальный сайт: